# 15,16-ジヒドロビリベルジン:フェレドキシンオキシドレダクターゼ
15,16-ジヒドロビリベルジン:フェレドキシンオキシドレダクターゼ(15,16-dihydrobiliverdin:ferredoxin oxidoreductase, PebA)は、ポルフィリンおよびクロロフィル代謝酵素の一つで、次の化学反応を触媒する酸化還元酵素である。
15,16-ジヒドロビリベルジン + 酸化型フェレドキシン {\displaystyle \rightleftharpoons } ビリベルジンIXα + 還元型フェレドキシン
反応式の通り、この酵素の基質は15,16-ジヒドロビリベルジンと酸化型フェレドキシン、生成物はビリベルジンIXαと還元型フェレドキシンである。
組織名は15,16-dihydrobiliverdin:ferredoxin oxidoreductaseである。